# Francesco Deriu
Francesco Deriu (Ittiri, 29 luglio 1917 – Cagliari, 24 aprile 2004) è stato un politico italiano.

## Biografia
Deriu è stato nominato direttore dell'ufficio provinciale di collocamento dei lavoratori dell'industria di Sassari.
Dirigente delle ACLI di Sassari della quale divenne il primo segretario provinciale nel 1945, nello stesso anno è stato nominato direttore regionale dell'Ufficio del Lavoro della Sardegna.
Eletto consigliere regionale della Sardegna nelle liste della DC per la I, II III e IV legislatura dal 1949 al 1963, è divenuto assessore del Lavoro nella I e II giunta presieduta da Luigi Crespellani dal 1949 al 1953.
Presidente del gruppo consiliare D.C. a partire dal 1953, è ritornato in giunta con la delega del Lavoro e Artigianato nella I e II giunta di Giuseppe Brotzu dal 1955 al 1958.
Dal 1958 al 1963 è divenuto il primo assessore alla Rinascita nella prima e seconda giunta presiedute da Efisio Corrias.
Nel maggio 1963, dimessosi dal Consiglio regionale, è stato eletto senatore della repubblica nel collegio di Sassari, carica alla quale è stato confermato per altre quattro legislature, restando al senato fino al 1983.
È stato pure sottosegretario di stato alla presidenza del consiglio con delega agli Affari Regionali nel Governo Andreotti II dal 1972 al 1973.
Già presidente della CRI di Sassari, è stato insignito delle onorificenze di cavaliere ufficiale del Sovrano Militare Ordine di Malta e di Commendatore della Repubblica.